# EP u softbolu za žene Divizije "A" 2005.
14. EP u softbolu za žene Divizije "A" se održalo u Češkoj, u Pragu, od 31. srpnja do 6. kolovoza 2005.

## Konačna ljestvica
| Mj. | Država          |
| --- | --------------- |
| 1.  | Italija         |
| 2.  | Grčka           |
| 3.  | Nizozemska      |
| 4.  | Uj. Kraljevstvo |
| 5.  | Rusija          |
| 6.  | Češka           |
| 7.  | Njemačka        |
| 8.  | Švedska         |
| 9.  | Španjolska      |
| 10. | Belgija         |